# Creoda van Mercia

Brittannië omstreeks 600.

Creoda (ook Crioda, Cryda; fl. 6e eeuw) was mogelijk de eerste koning van het Angelsaksische koninkrijk Mercia.

## Leven
Volgens de Angelsaksische kroniek was Creoda de zoon van Cynewald, zoon van Crebba, zoon van Icel; naar deze laatste noemde het koningshuis van Mercia zich "Iclingas". De Angelsaksische kroniek werd echter pas tegen het eind van de 9e eeuw samengesteld, waardoor de geloofwaardigheid van de informatie over de vroegste geschiedenis van de Angelsaksische koninkrijken als twijfelachtig wordt beschouwd. Dat Creoda koning van Mercia zou zijn geweest, werd voor het eerst vermeld in de Historia Anglorum van Hendrik van Huntingdon, geschreven in de eerste helft van de 12e eeuw. Het veronderstelde overlijdensjaar van Creoda, namelijk 593, schijnt op een naamsverwarring te berusten, omdat in dat jaar de dood van een West-Saks met de naam van Creoda is gegeven.
Creoda wordt door sommige historici geïdentificeerd met de in de zogenaamde Anglian Collection of Royal Genealogies opgevoerde Cretta, koning van het koninkrijk Lindsey , waarbij echter moet worden opgemerkt worden dat de toespeling op een oorspronkelijke herkomst van het koningshuis van Mercia uit Lindsey in tegenstelling staat tot de aanname dat de wortels van het Merciaanse koningshuis in de zuidelijke Midlands lagen. Meerdere plaatsnamen, die van Creoda en zijn opvolgers Pybba en Penda zijn afgeleid, wijzen op een in Creoda's tijd beginnende Angelse kolonisatie in zuidwestelijk Mercia aan de grens met het zich pas later ontwikkelend koninkrijk Hwicce.